# 以子償子
〈以子償子〉（英語：A Son for a Son）是美國HBO奇幻劇情电视剧《龍族前傳》第二季的首播集，由劇集的聯合開創者萊恩·康達爾編劇，亞倫·泰勒執導，並於2024年6月16日首播。
該集獲得大多數的正面評價，影評人稱讚其編劇、角色發展、對後來戰爭的鋪排、與第一季相比有所改進的節奏和燈光效果以及演員的演出（尤其是艾瑪·達西和奥利维亚·库克）。

## 劇情

### 絕境長城
傑卡里斯·瓦列利昂王子（哈利·科利特 飾）為了招攬更多支持者加入“黑黨”而到訪絕境長城，史塔克家族現任族長克雷根·史塔克公爵（湯姆·泰勒 飾）向傑卡里斯承諾會提供2000名老兵。

### 潮頭島
科利斯·瓦列利昂伯爵（史提夫·陶森特 飾）向船殼鎮的埃林（阿布巴卡爾·薩利姆 飾）表示感謝，因為埃林在石階列島的一次海難中救了他的命。

### 君臨
伊耿·坦格利安二世國王（湯姆·格林-卡尼 飾）帶著他的兒子兼繼承人傑赫里斯來到御前會議，打算開始訓練他將來繼承王位，但最後因為傑赫里斯年幼胡鬧而作罷。受瓦列利昂封鎖港口影響的君臨市民向國王請願，伊耿二世為了成為一個好國王不斷答應他們的請求，而他的祖父奧托·海塔爾爵士（萊斯·伊凡 飾）則敦促他要克制地幫助。會議結束後，拉里斯·史壯伯爵（馬修·尼德姆 飾）利用言語挑撥伊耿二世對奧托爵士的信任。

### 龍石島
雷妮拉·坦格利安女王（艾瑪·達西 飾）因二兒子路斯里斯的死悲痛欲絕而缺席會議。戴蒙·坦格利安親王（馬特·史密斯 飾）向雷妮絲·坦格利安公主（夏娃·貝斯 飾）提議聯手追殺伊蒙德·坦格利安王子（伊旺·米切爾 飾）與他的龍瓦格哈爾來為路斯里斯報仇；雷妮絲拒絕，並表示自己明白雷妮拉的心情。
雷妮拉飛往風息堡尋回路斯里斯的龍阿拉克斯的遺骸，並在回到龍石島後告訴戴蒙她想向伊蒙德報仇。傑卡里斯向雷妮拉報告艾林家族和史塔克家族都會支持“黑黨”，之後雷妮拉為路斯里斯舉行一個正式的喪禮。
“白蠕蟲”彌賽麗亞（水野索諾亞 飾）在妓院大火中倖存下來，搭船抵達龍石島後因叛國罪被捕，戴蒙提出可以讓她自由，以換取她幫助招募兩名刺客。

### 紅堡
戴蒙潛入君臨，賄賂一名守備隊成員“鮮血”和一名捕鼠人“乳酪”到紅堡暗殺伊蒙德。鮮血和芝士潛入紅堡後無法找到伊蒙德，兩人繼而進入王后海倫娜·坦格利安（菲婭·薩班 飾）的寢室並斬首伊耿二世的兒子傑赫里斯。海倫娜抱著傑赫里斯的雙胞胎妹妹傑赫妮拉，逃到了她母親亞莉森·海塔爾太后（奧利薇亞·庫克 飾）的房間；而亞莉森正與克里斯頓·科爾爵士（法比恩·法蘭科 飾）發生性行為。亞莉森詢問海倫娜發生什麼事，海倫娜說：“他們殺了男孩”。

## 製作

### 編劇
〈以子償子〉由節目統籌兼執行製作人萊恩·康達爾編劇，是他繼〈龍的繼承者〉、〈浪蕩王子〉、〈繼伊耿之名〉和〈黑色女王〉之後為《龍之家族》編劇的第五集。

### 拍攝

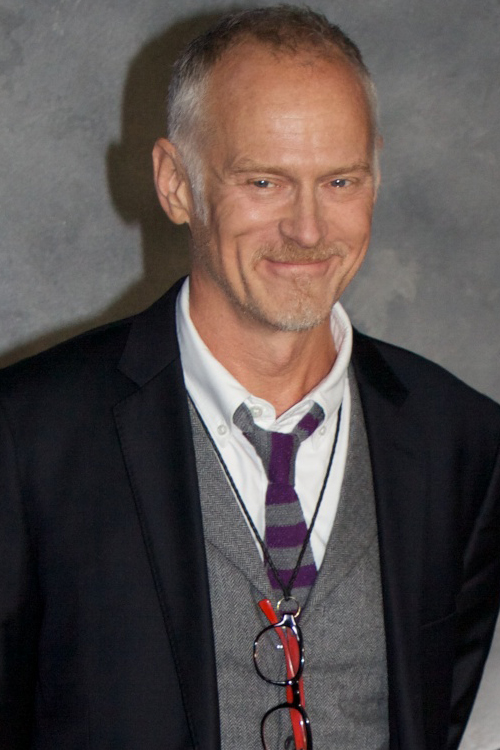
亞倫·泰勒再次為《權力遊戲》系列導演。

該集由亞倫·泰勒執導並作為執行製作人加入第二季，這也是他在《權力遊戲》系列中第八次擔任導演。

### 演員
多個主要角色在該集首次出現，包括基蘭·貝飾演的修夫（Hugh）、阿布巴卡爾·薩利姆飾演的船殼鎮的埃林（Alyn of Hull）以及湯姆·泰勒飾演的克雷根·史塔克公爵（Lord Cregan Stark）。庫爾特·埃吉亞萬（Kurt Egyiawan）在第一季飾演常設角色歐維爾大學士（Grand Maester Orwyle），他在第二季升為主要演員。薩利姆的選角於2023年4月公佈，而貝和泰勒的選角則於2023年12月公佈。

## 迴響

### 收視率
該集在HBO和Max播出後的總收視人數為780萬觀眾，比第一季首播集的999萬觀眾減少了約22%。

### 評價

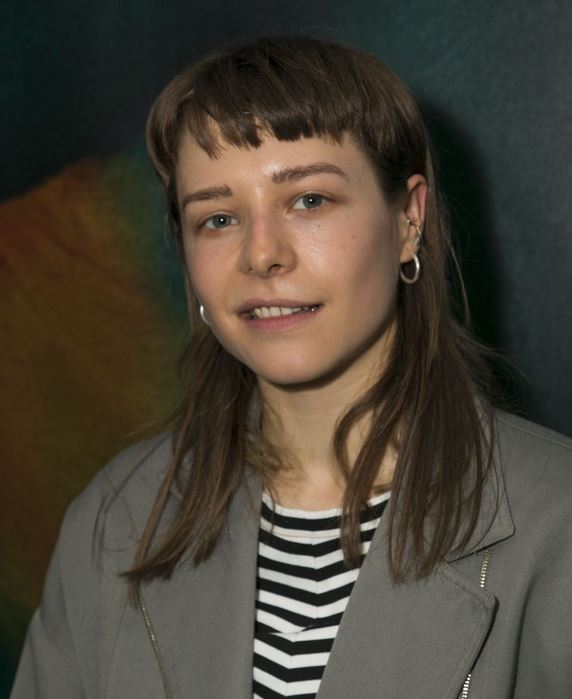
艾瑪·達西在該集的演出獲得一致好評。

該集獲得大多數的正面評價。根据評論匯總网站爛番茄汇总的16篇评论文章，100%的评论家给予该作正面评价，平均打分为7.50分（满分10分）。
《Den of Geek》的亞歷克·博哈拉德（Alec Bojalad）和《TV Fanatic》的海莉·惠特米爾·懷特（Haley Whitmire White）給該集滿分五顆星的評價，《獨立報》的路易斯·奇爾頓（Louis Chilton）和《禿鷲博客》的阿曼達·懷汀（Amanda Whiting）給予四顆星的評價（滿分五顆星），而《Screen Rant》的詹姆斯·亨特（James Hunt）則給予三顆半星的評價（滿分五顆星）。博哈拉德描述該集為“系列強而有力的回歸”，亨特稱讚其有效地為後來戰爭奠定了基礎。
《IGN》的海倫·奧哈拉給該集7/10分的“出色”評價並寫道：“我們以後可能會認為該集（為第二季）打下有效的基礎，但不可否認的是，它缺乏該劇所能提供最好的興奮感。”《漫画书资源网》的凱蒂·多爾（Katie Doll）和《Collider》的卡莉·萊恩（Carly Lane）也同樣給該集7分（滿分10分）的評價。多爾寫道：“憑藉著充滿活力的演出和精明的編劇，《龍族前傳》第二季有一個充滿大事的開端，儘管播下戰爭的種子有時可能是一件苦差事。”萊恩認為該集“感覺更像是更大事件的序幕而不只是第一章。”
《影音俱樂部》的凱莉·德雷（Kayleigh Dray）給該集評分為“B+”並稱讚其為“非常出色的季度首播集”。；《福布斯》的埃里克·凱恩（Erik Kain）也表達了同樣的觀點，稱其為“精彩的季度首播集”。《君子》的喬許·羅森伯格（Josh Rosenberg）評論道：“到目前為止，《龍族前傳》第二季已經讓人感覺該系列向前邁出了一大步。節奏掌握更好，配角和主角一樣引人注目，很明顯，我們正在為一場戰爭做準備。”
影評人稱讚演員的演出，尤其是達西、庫克、薩班、格林-卡尼和科利特。關於達西，《Screen Rant》的亨特寫道：“當然在第一季中表現出色，但他們在第二季首播集中提升到另一個水平。雷妮拉的悲傷是顯而易見的，她的痛苦如此清晰地被達西的演出銘刻出來。”《Collider》的萊恩稱他們的表演“神奇”，並讚揚描繪悲傷母親時的肢體語言，儘管他們在該集只說了四個字。亨特也強調了庫克更加細緻入微的演出，而萊恩則指出“庫克繼續為亞莉森提供深度和維度，她在關於忠誠的衝突中感到左右為難。”
被許多影評人挑選出的特定場景包括傑卡里斯出訪臨冬城和克雷根·史塔克的介紹（儘管有些人認為場景太簡短）以及傑赫里斯被殺（影評人讚賞場景中與原著相比暴力行為的減少）。然而，亨特發現與原著相比，該集並沒有給人留下深刻的印象，並指出它以一種有點令人失望的方式結束了原本紮實的首播。此外，影評人還讚揚了亞莉森、戴蒙、伊蒙德和伊耿的角色發展以及改進的燈光效果（影評人和觀眾都批評第一季畫面太暗）。

## 外部連結
- 互联网电影数据库上以子償子的资料（英文）

- 《以子償子》（页面存档备份，存于）在HBO
- 爛番茄上《以子償子》的資料（英文）